# Corps Borussia Bonn

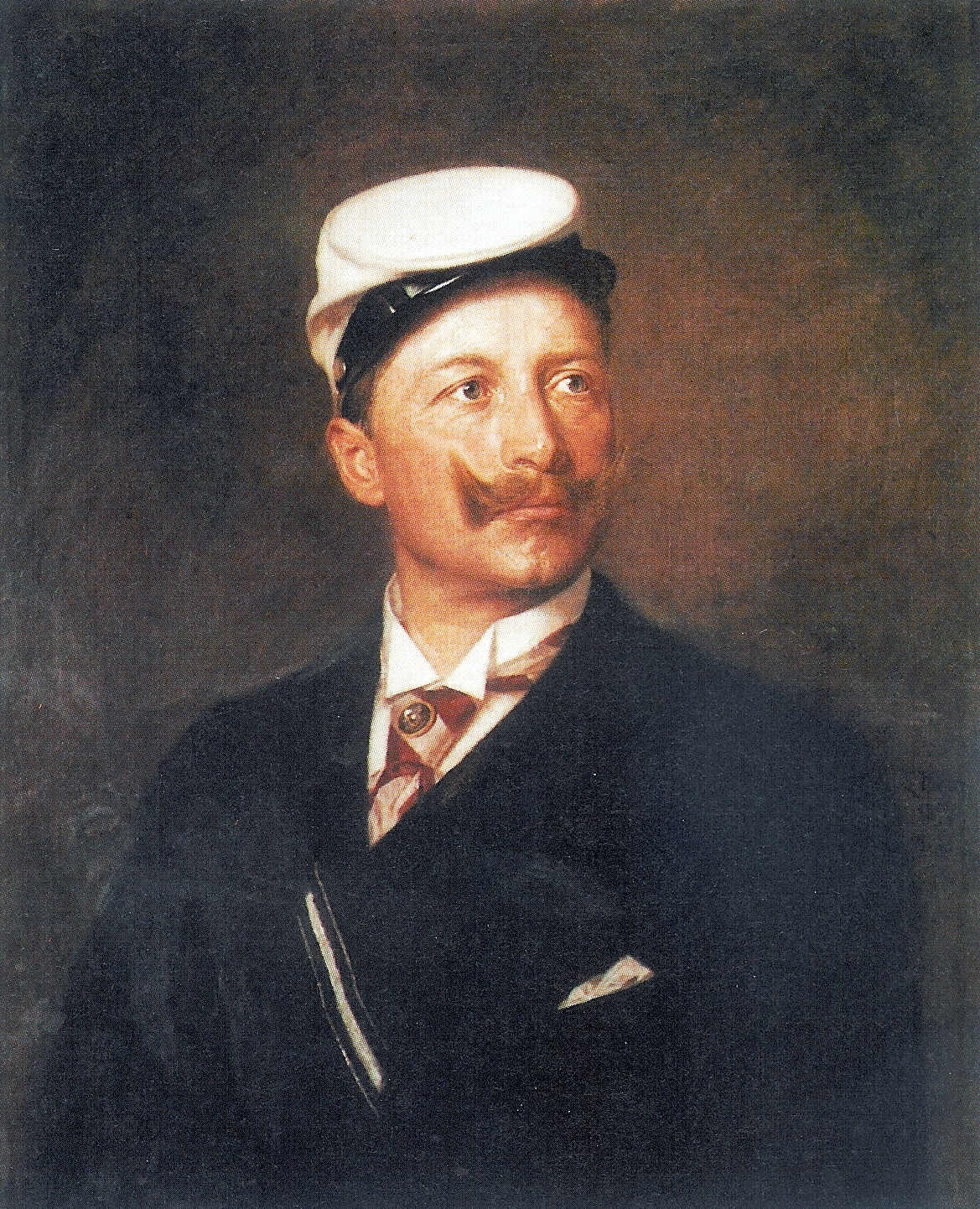
L'empereur Guillaume II, vers 1901, avec les couleurs du « Corps Borussia »

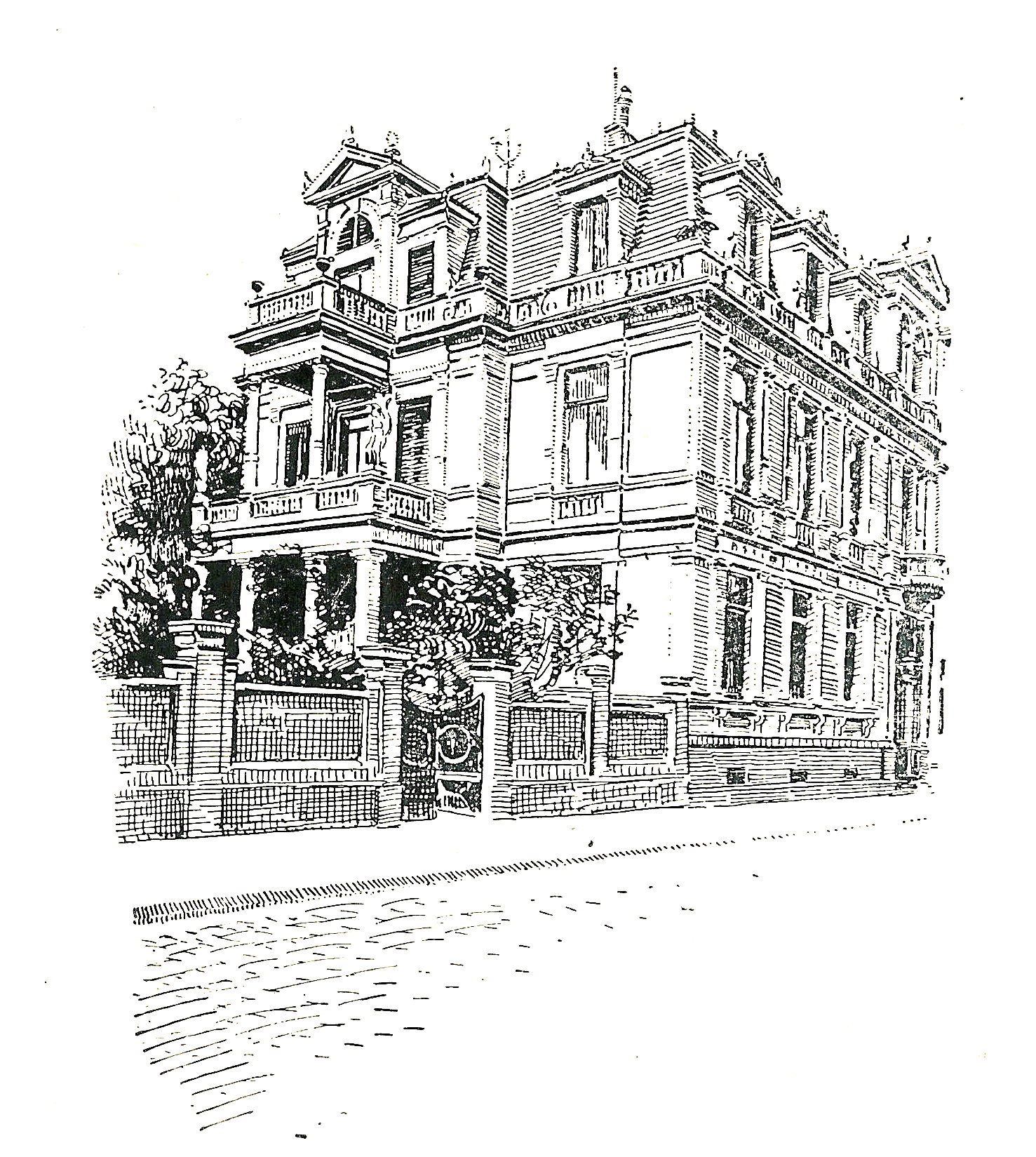
La maison qui servait de lieu de réunion au « Corps », sise au 52 de la rue du Kaiser (Kaiserstr. 52) à Bonn. Elle existe toujours.

Le Corps Borussia Bonn est une fraternité étudiante allemande (type de Studentenverbindung) fondée en 1821 à Bonn. Ses membres (étudiants et anciens élèves de l'université rhénane Frédéric-Guillaume de Bonn) se sont surtout choisis au sein de l'aristocratie prussienne. Ses membres s'appelaient entre eux ou se faisaient appeler « les Prussiens de Bonn » (« Bonner Preußen »).

## Devise

### La devise
La devise du Corps Virtus fidesque bonorum corona qui pourrait être traduite par « La vertu et la fidélité sont la couronne des gens de bien  » ou « Tugend und Treue sind die Krone der Guten » en allemand).

## Histoire
Cette société a été fondée le 22 décembre 1821 par des étudiants de l'université de Bonn. Depuis 1856, elle est le principal membre du Kösener Couvents-Verband ou « Kösener Senioren-Convents-Verband » ou KSCV formant une sorte de « cartel » avec d'autres sociétés du même type (dont le Corps Saxo-Borussia Heidelberg et le Corps Saxonia Göttingen avec lesquelles les étudiants membres entretenaient des relations. En 1864 et 1883 au moins, le Corps a pris des positions politiques notamment en soutenant l'initiative de réforme du juriste militaire prussien Leonhard Zander (de).
Le corps a été dissout en 1935 avant d'être « officiellement » refondé en 1949, mais le réseau de ses membres a probablement continué à être actif.

### Durant la période du pouvoir nazi
Au moment de la montée du nazisme, comme chacun en Allemagne, l'élite prussienne et les membres de la société vont devoir choisir entre l'obéissance et la résistance à Hitler et son mouvement. En 1933, Hitler prend le pouvoir et le KSCV (dont fait partie le Corps de Bonn) subit la pression du régime nazi. Hitler et son gouvernement impose des changements de statuts aux associations. Les nouveaux statuts doivent inclure une « clause aryenne » excluant immédiatement de toute association ou fraternité étudiante ses membres d'origines juives (ou même ayant une épouse de religion juive), ce qui concernait alors dans le Corps Borussia au moins onze membres.
Jusqu'à la fin de l'été 1934, l'exclusion de ces « frères dans la société » en raison de leur religion ou origine a été catégoriquement rejetée par le « Corps des Prussiens de Bonn » (comme par d'autres corporations étudiantes du même type, mais pour un court laps de temps). Des négociations dilatoires sont entamées entre le KSCV et les nazis pour un compromis, mais à l'automne 1935 les membres de l'assemblée générale se disputent à ce sujet, certains membres exhortant le comte Bodo von Alvensleben (de) le président de l'association à céder aux nazis. L’assemblée générale décide finalement à l'unanimité de dissoudre l'association.
Durant cette période, certains membres ont clairement choisi la résistance, dont par exemple 
- Friedrich von Prittwitz und Gaffron (de), ambassadeur allemand en poste aux États-Unis, ancien membre de la société, qui fut le seul ambassadeur a démissionner lors de la prise de pouvoir d'Hitler;
- D'autres ou les mêmes ont participé à la tentative d'assassinat de Hitler (20 juillet 1944) ; Peter Graf Yorck von Wartenburg, « Prussien de Bonn » et membre du cercle de Kreisau, affiche des convictions démocratiques et humanistes et refuse d'adhérer au parti nazi. Accusé d'avoir participé à l'attentat contre Hitler, il sera fusillé en août 1944 ; Friedrich Karl von Zitzewitz-Muttrin (1888-1975) également actif dans la résistance à Hitler et aux nazis a été inculpé en Janvier 1945[4], mais il a survécu grâce à la prise de Berlin par les Soviétiques avant l'audience finale du procès qui devait le condamner à mort[5].

D'autres membres du Corps, ont au contraire activement soutenu les nazis. Ce fut par exemple le cas :
- du banquier et trésorier de l'association des amis de la Reichsführer-SS (en)[6],

le commandant de brigade SS Kurt Freiherr von Schröder (1889-1966) ;
- du SA-Gruppenführer Auguste-Guillaume de Prusse dit « prince Guillaume de Prusse » ; chef de troupe SA qui a quitté le Corps en juin 1934 à la demande du président de l'association des anciens élèves, le comte Bodo Graf von Alvensleben[7].

## Critiques
Le rôle de cartel et d'influence plus ou moins secrète du « corps » a été caricaturé par le magazine Simplicissimus et diverses autres œuvres satiriques.

## Membres
À partir du milieu du XIXe siècle jusqu'après la Seconde Guerre mondiale, les membres du « Corps Borussia » ne cooptent presque que de jeunes hommes issus de la noblesse allemande de Prusse et du Nord, dont de nombreux membres de l'ancienne famille royale prussienne Hohenzollern. Jusqu'à la dissolution du Corps en 1935, non moins que 11 membres de la famille royale de Prusse et 52 membres d'autres familles royales ont été « Prussiens de Bonn » dont l'empereur Guillaume II.
Parmi les membres éminents, influents ou marquants figurent :
- Gustav von Roeder (de) (1805-1878), administrateur de l'arrondissement du Bas-Barnim (de)
- Woldemar von Heyden (de) (1809–1871), Generallandschaftsrat, issu de la famille von Heyden.
- Georg von Knebel Doeberitz (de) (1810-1880), administrateur de l'arrondissement de Dramburg et homme politique prussien.
- Rudolf von Bitter l'Ancien (de) (1811–1880), président de la Preußischen Seehandlung.
- Konstantin von Kleist (de) (1812–1886), maréchal de Courlande, chancelier et vice-président de la Cour de Courlande à Mitau.
- Julius Friedländer (1813-1884), numismate réputé.
- Hermann von Graevenitz (de) (1815–1890), député du Reichstag.
- William Barstow von Guenther (de) (1815–1892), 1er haut président de la province de Posnanie.
- Otto von Bernuth (1816–1887), chef de la police berlinoise, président du district de Cologne, député de la Chambre des représentants de Prusse et administrateur de l'arrondissement de Liegnitz
- Wilhelm von Meyer (de) (1816–1892), député du Reichstag.
- Robert von der Goltz (1817–1869), diplomate et ambassadeur à Athènes, Constantinople, Saint-Pétersbourg et Paris.
- Baum Hambrook (de) (1818–1897), conseiller à la Cour impériale.
- Heinrich von Hennig (1818–1869), homme politique, député du Parlement de Francfort.
- Alfred von Larisch (1819-1897), ministre du duché d'Anhalt, administrateur de l'arrondissement de Zeitz
- Georg Herbert zu Münster (1820–1902), diplomate et ambassadeur à Londres et Paris.
- Anton von Krosigk (1820–1892), homme politique.
- Alexander von Oheimb (de) (1820–1903), député du Reichstag.
- Hermann von Suckow (de) (1820-1895), juriste allemand, directeur de la station balnéaire de Heiligendamm et intendant au grand-duché de Mecklembourg-Schwerin.
- Carl Gisbert Wilhelm von Bodelschwingh-Plettenberg (de) (1821-1907), grand propriétaire terrien et homme politique de Westphalie.
- Robert von Ludwig (de) (1821–1884), député du Reichstag.
- Cäsar Olearius (de) (1821–1901), administrateur de l'arrondissement de Reichenbach et député de la Chambre des représentants de Prusse.
- Adolf von Pilgrim (de) (1821–1909), député du Reichstag.
- Friedrich Bernhard von Hagke (de) (1822-1874), administrateur de l'arrondissement de Weißensee (de), grand propriétaire terrien et député du Reichstag.
- Friedrich von Rauch (1823-1890), homme politique wurtembergeois.
- Georg von Eerde (de) (1825–1890), administrateur de l'arrondissement de Gueldre (de).
- Karl von Lehndorff (1826–1883), député de la Chambre des seigneurs de Prusse et du Reichstag.
- Edzard zu Innhausen und Knyphausen (1827-1908), seigneur de la Frise orientale et homme politique, président de la Chambre des seigneurs de Prusse.
- Wilhelm von Oertzen (de) (1828-1895), diplomate.
- Walter von Loë (1828–1908), Generalfeldmarschall.
- Frédéric-Charles de Prusse (1828–1885), général et inspecteur général de la cavalerie prussienne.
- Eduard Georg von Bethusy-Huc (de) (1829-1893), homme politique allemand.
- Ignatz von Landsberg-Velen und Steinfurt (de) (1830-1915), homme politique en Prusse et en Westphalie).
- Botho zu Eulenburg (1831–1912), homme politique, ministre prussien.
- Ludwig zu Sayn-Wittgenstein-Hohenstein (de) (1831-1912), noble, Standesherr et député de la Chambre des seigneurs de Prusse.
- Richard von Below (de) (1833-1875), homme politique prussien.
- Ludwig von Wäcker-Gotter (de) (1833–1908), diplomate allemand.
- Frédéric-Joachim d'Alvensleben (1833-1912), administrateur de l'arrondissement de Neuhaldensleben.
- Otto von Loë (1835–1892), député du Reichstag.
- Robert Hue de Grais (de) (1835–1922), député de la Chambre des représentants de Prusse.
- Adolf von Plessen (de) (1835–1909), député du Reichstag.
- Otto von Loë (1835–1892), député du Reichstag.
- Friedrich Johann von Alvensleben (1836–1913), ambassadeur à Saint-Pétersbourg.
- Georg Berna (1836-1865), propriétaire foncier et explorateur.
- Petru Carp (1837–1919), « Großbojar » moldave et Premier ministre de Roumanie de 1911 à 1912.
- Julius von Mirbach-Sorquitten (de) (1839–1921), député du Reichstag.
- Joseph Maria von Radowitz (1839–1912), diplomate et ministre par intérim.
- Silvius von Goldfus (de) (1840–1922), député du Reichstag.
- Hans von Bodenhausen (de) (1841–1921), député du Reichstag.
- Wilhelm von Heyden-Linden (de) (1842–1877), directeur régional de l'association provinciale de Poméranie.
- Hugo von Lerchenfeld-Köfering (de) (1843–1925), diplomate bavarois.
- Bernhard von der Schulenburg (1844-1929), Generalmajor, chevalier de l'ordre souverain de Malte.
- Alexis de Bentheim-Steinfurt (de) (1845–1919), député de la Chambre des seigneurs de Prusse et Generalleutnant.
- August von Dönhoff (1845–1920), député du Reichstag.
- Hermann von Erffa, 1845–1912), député, puis président de la Chambre des représentants de Prusse.
- Kurt von Ohlen und Adlerskron (de) (1846-1900 ), propriétaire terrien, député du Reichstag.
- Victor II de Hohenlohe-Ratibor (1847–1923), citoyen d'honneur de Breslau.
- Herbert von Bismarck (1849–1904), ministre d'État.
- Frédéric-François III de Mecklembourg-Schwerin (1851-1897), grand-duc de Mecklembourg-Schwerin de 1883 à 1897.
- Wilhelm von Bismarck (1852–1901), premier président de la province de Prusse-Orientale.
- Konrad von Sydow (de) (1853-1929), avocat et homme politique allemand.
- Detlev von Bülow (1854–1926), premier président du Schleswig-Holstein.
- Hugo von Reischach (de) (1854–1934), maréchal.
- Alexander von Stiegler (de) (1857–1916), député de la Chambre des seigneurs de Prusse.
- Jean-Albert de Mecklembourg, (1857–1920), régent du grand-duché Mecklembourg-Schwerin de 1897 à 1901 et régent du duché de Brunswick de 1907 à 1913.
- Gustav Gotthilf Winkel (1857–1937), ministre, connu pour son travail héraldique.
- Guillaume II (1859–1941), Empereur allemand et roi de Prusse de 1888 à 1918.
- Konrad Finck von Finckenstein (de) (1860-1916), administrateur de l'arrondissement de Konitz (de) et de l'arrondissement du duché de Lauenbourg et député du Reichstag.
- Friedrich Ernst von Langen (de) (1860-1935), propriétaire et député du Reichstag.
- Charles de Ratibor et Corvey (1860–1931), 1er haut président de la province de Westphalie.
- Martin Rücker von Jenisch (de) (1861–1924), diplomate allemand.
- Heinrich Yorck von Wartenburg (1861–1923), administrateur de l'arrondissement de Groß Wartenberg (de) et de l'arrondissement d'Ohlau et député de la Chambre des seigneurs de Prusse.
- Oskar von der Osten-Warnitz (de) (1862–1944), administrateur de l'arrondissement de Königsberg-en-Nouvelle-Marche (de), député de la Chambre des représentants de Prusse.
- Gottlieb von Jagow (1863–1935), secrétaire d'État.
- Ernest II de Hohenlohe-Langenbourg (1863-1950), régent du duché de Saxe-Cobourg-Gotha de 1900 à 1905 et prince médiatisé de Hohenlohe-Langenbourg de 1913 à 1918.
- Adolf von Heintze-Weißenrode (de) (1864-1956), administrateur de l'arrondissement de Bordesholm (de), président de l'association Raiffeisen-Verbandes du Schleswig-Holstein.
- Sigismund von Treskow (de) (1864–1945), administrateur de l'arrondissement du Bas-Barnim (de) et député de la Chambre des représentants de Prusse.
- Heinrich von Reichenbach-Goschütz (de) (1865–1946), noble prussien.
- Friedrich von Berg (1866–1939), Chef du Zivil-Kabinett de 1918.
- Adolf Tortilowicz von Batocki-Friebe (1868–1944), secrétaire d'État.
- Georg von Tschammer und Quaritz (de) (1869–1918), secrétaire d'État.
- Kraft von Bodenhausen (de) (1871–1952), administrateur de l'arrondissement de Bitterfeld (de).
- Siegfried von Brünneck (de) (1871–1927), administrateur de l'arrondissement de Rosenberg-en-Prusse-Occidentale et député du Reichstag.
- Albrecht von Heyden-Linden (de) (1872–1946), député du parlement provincial de Poméranie (de).
- Frederic von Rosenberg (1874–1937), ministre.
- Guillaume-Ernest de Saxe-Weimar-Eisenach, (1876–1923), grand-duc de Saxe-Weimar-Eisenach de 1901 à 1918.
- Adolf Georg von Maltzan (de) (1877–1927), diplomate et secrétaire d'État.
- Wilhelm von Gayl (1879–1945), ministre.
- Frédéric-Guillaume de Prusse (1880-1925), homme politique prussien.
- Rudolf von Bassewitz (de) (1881-1951), diplomate.
- Comte Bodo von Alvensleben (de) (1882–1961), président du Deutscher Herrenklub.
- Frédéric-François IV de Mecklembourg-Schwerin (1882-1945), grand-duc de Mecklembourg-Schwerin de 1897 à 1918.
- Guillaume de Prusse (1882–1951), prince héritier de l'Empire allemand.
- Eitel-Frédéric de Prusse (1883–1942), prince de Prusse.
- Charles-Édouard de Saxe-Cobourg et Gotha (1884–1954), duc d'Albany, comte de Clarence et duc de Saxe-Cobourg-Gotha de 1900 à 1918.
- Friedrich von Prittwitz und Gaffron (de) (1884–1955), diplomate.
- Auguste-Guillaume de Prusse (1887–1949), prince de Prusse.
- Oscar de Prusse (1888–1958), prince de Prusse.
- Friedrich Karl von Zitzewitz-Muttrin (1888-1975), propriétaire terrien et agriculteur, député du Reichstag, emprisonné et accusé d'avoir participé à la préparation de l'attentat contre Hitler du 20 juillet 1944.
- Kurt Freiherr von Schröder (1889–1966), banquier, SS-Brigadeführer.
- Richard Graf Matuschka-Greiffenclau (de) (1893–1975), président puis président d'honneur de l'association allemande des viticulteurs.
- Georg von Broich-Oppert (de) (1897-1979), chef de la mission permanente de la République fédérale d'Allemagne auprès des Nations unies ;
- Alexander zu Dohna-Schlobitten (1899-1997), propriétaire foncier, officier et écrivain.
- Konrad von Schubert (de) (1901-1973), ambassadeur d'Allemagne à Amman et Addis-Abeba.
- Gustav Adolf Steengracht von Moyland (de) (1902-1969), diplomate et homme politique nazi.
- Peter Yorck von Wartenburg (1904–1944), membre du cercle de Kreisau.
- Joachim von Braun (de) (1905–1974), avocat et président de l'association de la Prusse Orientale.
- Guillaume de Prusse, prince de Prusse,
- Wend von Kalnein (1914-2007), historien d'art et écrivain.
- Hans-Alard von Rohr (de) (1933), ambassadeur allemand à Kampala.
- Dietrich von Kyaw (de) (1934), représentant permanent de la République fédérale d'Allemagne auprès de l'Union européenne.
- Reimar von Alvensleben (de) (1940), agronome.
- Thilo von Trotha (de) (1940), rédacteur de discours.
- Friedrich-Leopold von Stechow (de) (1942), entrepreneur.
- Wilhelm von Carlowitz (de) (1944), homme d'affaires et député du parlement de Saxe.
- Robert von Lucius (de) (1949), journaliste.
- Joachim von Braun (de) (1950), économiste.
- Götz Lingenthal (de) (1953), chef du bureau de représentation de la République fédérale d'Allemagne dans les territoires palestiniens.
- Harald von Bose (de) (1955), délégué à la protection des données du Land de Saxe-Anhalt.
- Daniel von Borries (de) (1965), membre du conseil d'administration d'ERGO.

### Galerie d'images

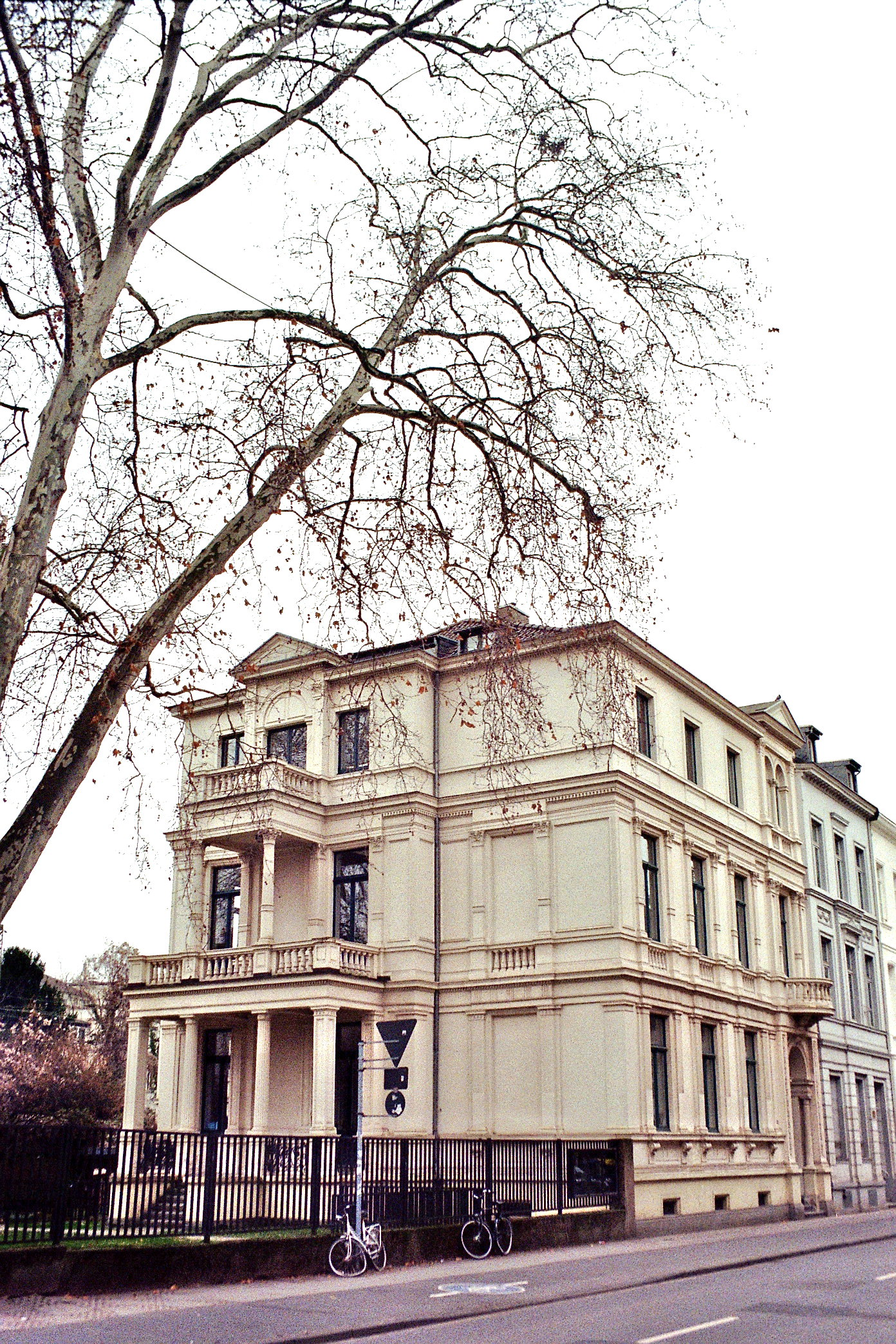
L'ancienne maison du « Corps » en 2011
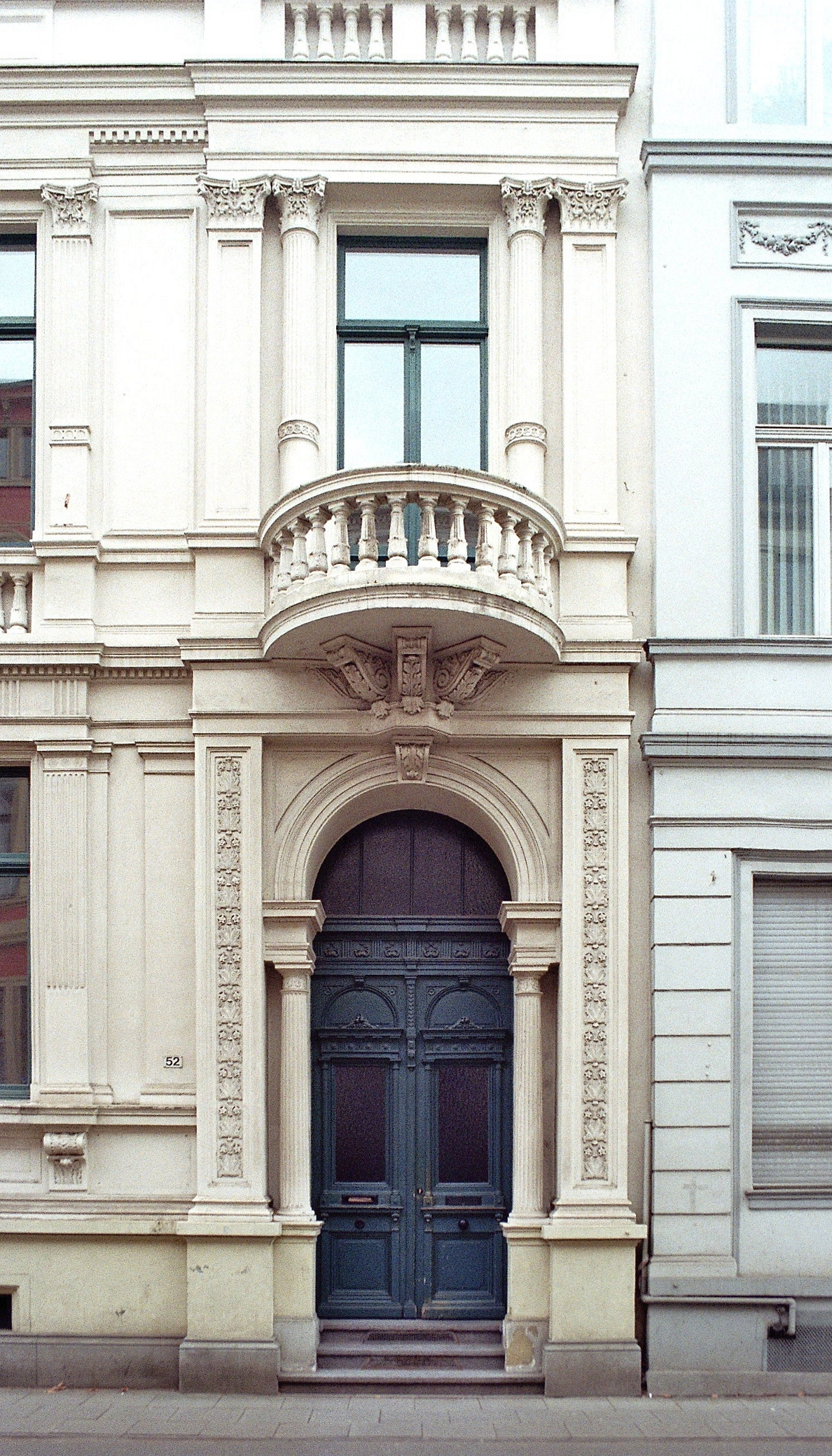
Entrée de la maison